# The „Chirping” Crickets
The „Chirping” Crickets – debiutancki album studyjny amerykańskiej grupy rock and rollowej The Crickets wydany 27 listopada 1957 przez Brunswick.
Trzy utwory z płyty znalazły się na liście 500 utworów wszech czasów magazynu „Rolling Stone” w 2010. Są to: „That’ll Be the Day” (39), „Not Fade Away” (108) i „Peggy Sue” (197). W 2012 krążek został sklasyfikowany na 420 miejscu listy 500 albumów wszech czasów tego samego magazynu.

## Lista utworów
Strona 1
| 1. | „Oh Boy!”         | 2:07  |
|    |                   |       |
| 2. | „Not Fade Away”   | 2:21  |
|    |                   |       |
| 3. | „You've Got Love” | 2:05  |
|    |                   |       |
| 4. | „Maybe Baby”      | 2:01  |
|    |                   |       |
| 5. | „It's Too Late”   | 2:22  |
|    |                   |       |
| 6. | „Tell Me How”     | 1:58  |
|    |                   |       |
|    |                   | 12:54 |
|    |                   |       |
Strona 2
| 1. | „That'll Be the Day”               | 2:14  |
|    |                                    |       |
| 2. | „I'm Looking for Someone to Love”  | 1:56  |
|    |                                    |       |
| 3. | „An Empty Cup (And a Broken Date)” | 2:11  |
|    |                                    |       |
| 4. | „Send Me Some Lovin'”              | 2:33  |
|    |                                    |       |
| 5. | „Last Night”                       | 1:53  |
|    |                                    |       |
| 6. | „Rock Me My Baby”                  | 1:47  |
|    |                                    |       |
|    |                                    | 12:34 |
|    |                                    |       |

## Twórcy
Buddy Holly and The Crickets
- Buddy Holly – wokal wiodący, gitara prowadząca, gitara akustyczna (5), wokal wspierający (2)
- Jerry Allison – instrumenty perkusyjne, wokal wspierający (2)
- Joe B. Mauldin – gitara basowa (oprócz 7 i 8)
- Niki Sullivan – gitara rytmiczna (oprócz 1, 2, 5, 7, 8 i 11), wokal wspierający (2, 7 i 8)

Dodatkowi muzycy
- Larry Welborn – gitara basowa (7 i 8)
- The Picks (Bill Pickering, John Pickering, Bob Lapham) – wokal wspierający (oprócz 2, 7 i 8)
- Ramona i Gary Tollett – wokal wspierający (7 i 8)

## Pozycje na listach przebojów
| Rok  | Kraj            | Lista           | Pozycja |
| ---- | --------------- | --------------- | ------- |
| 1958 | Wielka Brytania | UK Albums Chart | 5       |